# Mittelpunkt der Schweiz

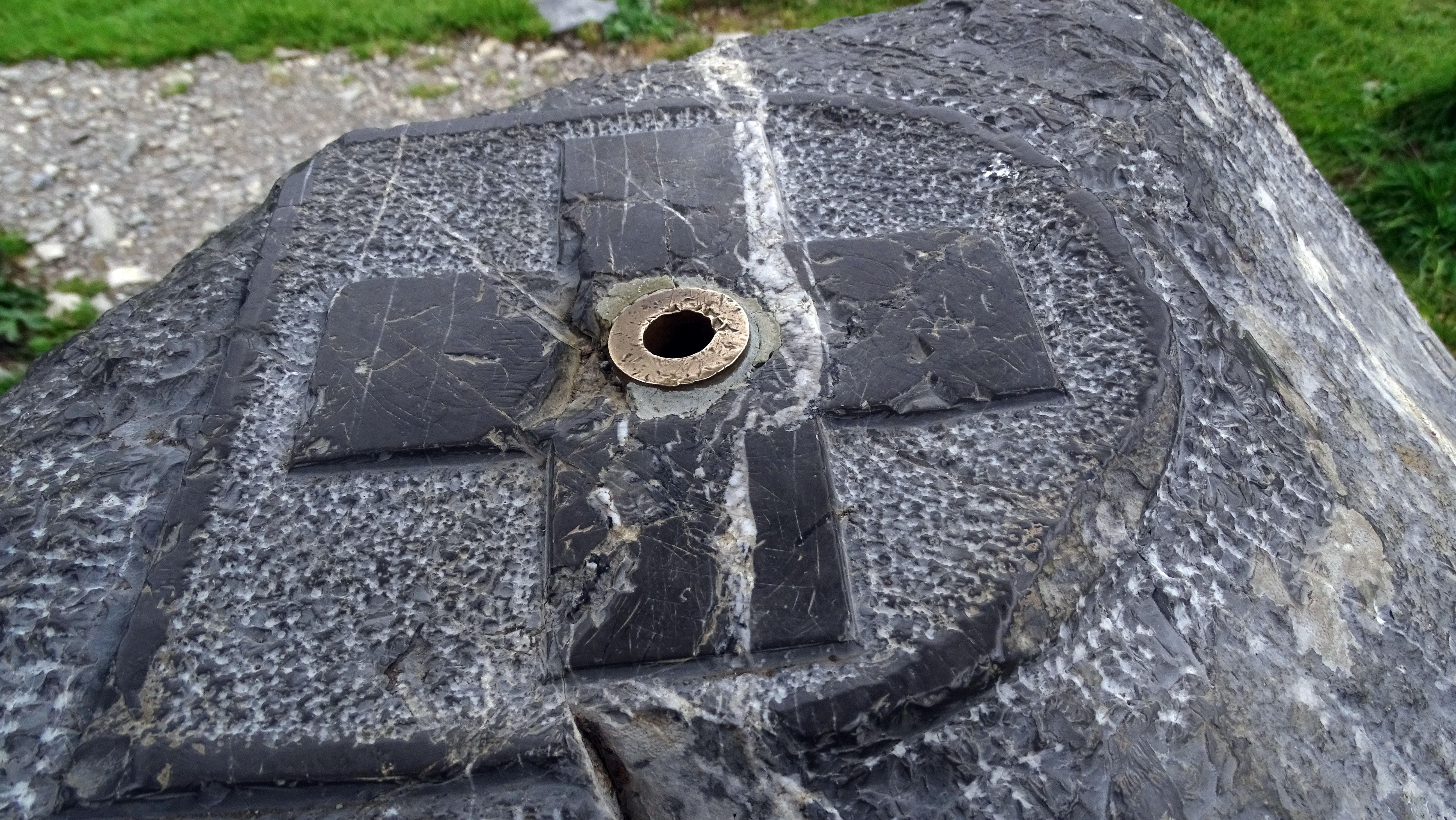
Markierung des geografischen Mittelpunktes der Schweiz

Der Mittelpunkt der Schweiz liegt auf der Älggi-Alp im Kanton Obwalden. Er wurde 1988 anlässlich der 150-Jahr-Feier des Bundesamtes für Landestopografie als geografischer Mittelpunkt bestimmt.

## Geografischer Mittelpunkt

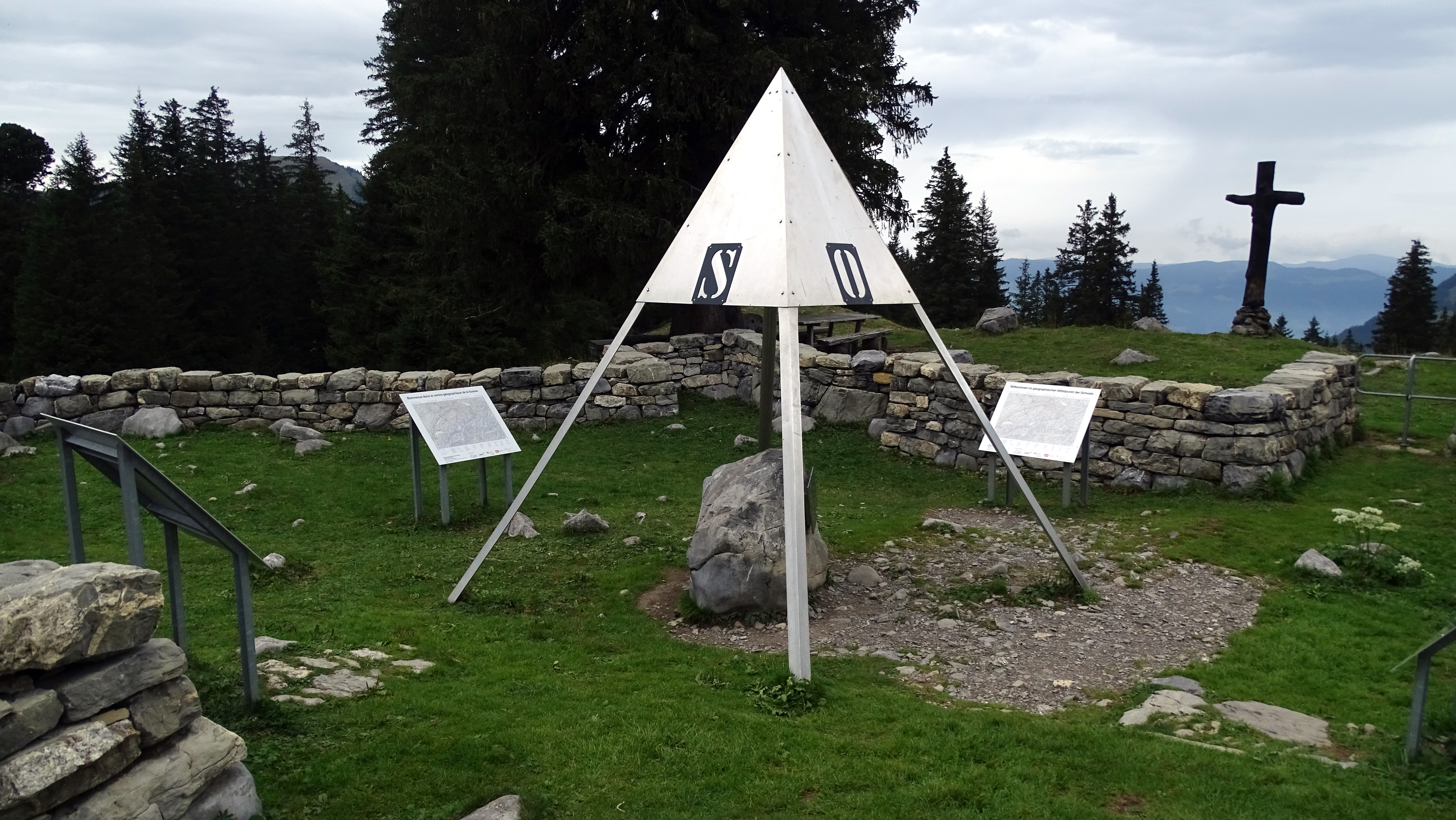
Der symbolische Mittelpunkt der Schweiz

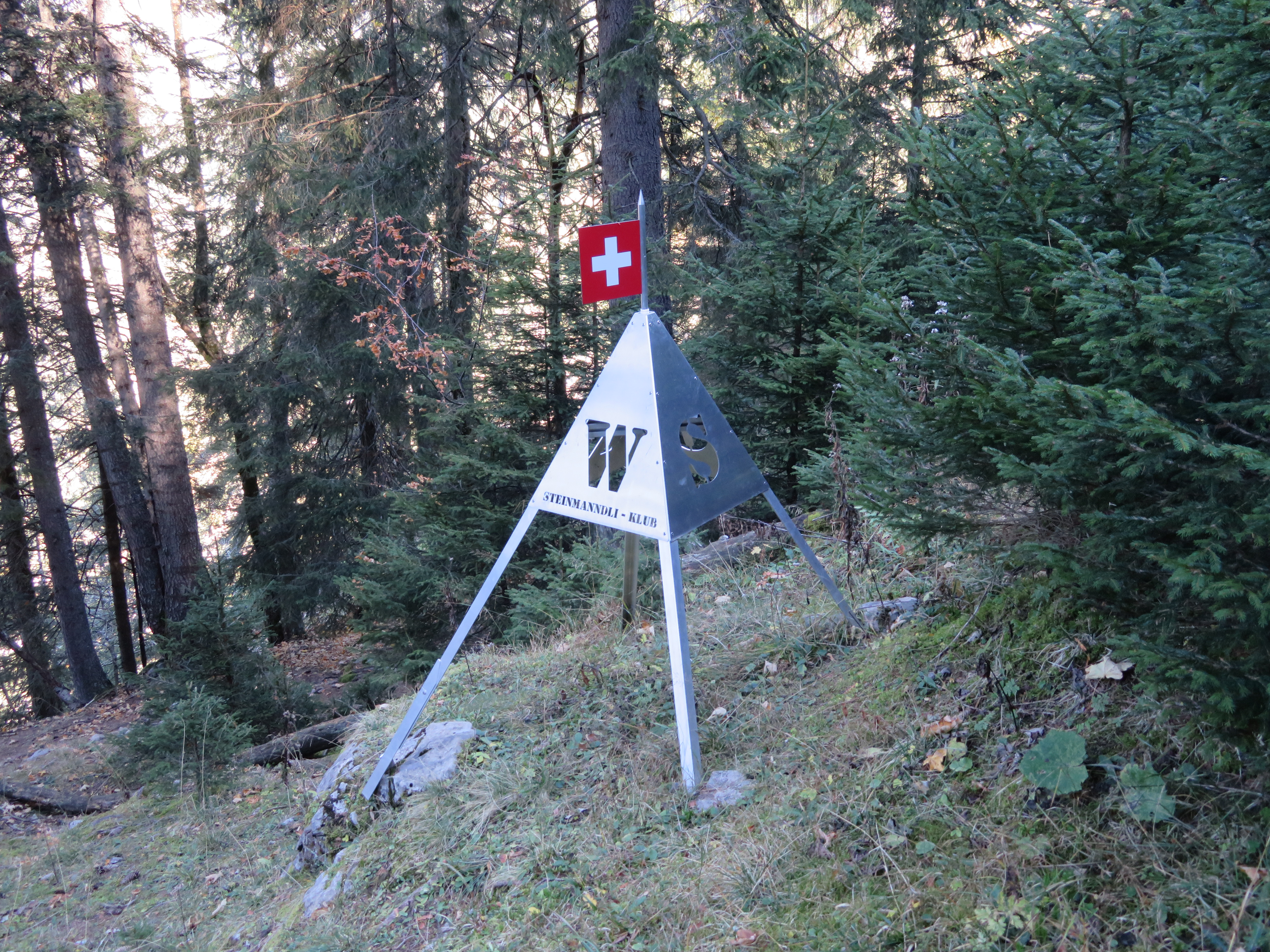
Der tatsächliche Mittelpunkt der Schweiz

Der geografische Mittelpunkt ist eigentlich der Flächenschwerpunkt. Die Berechnung erfolgte als Momentberechnung bezüglich x- und y-Achse für ein geschlossenes Polygon. Dieser geometrische Schwerpunkt ist der Punkt, bei dem eine Nadel angesetzt werden müsste, um die Schweiz gleichmässig auszubalancieren. Man stelle sich eine Schweizer Landkarte auf homogenem Karton vor, die den Landesgrenzen entlang abgeschnitten wird. Um dieses Stück Karton mit einer Nadel auszubalancieren, muss die Kartonschweiz genau beim Flächenschwerpunkt unterstützt werden. Dieser liegt auf der Älggi-Alp bei den Koordinaten
660158 / 183640 (46° 48′ 4″ N, 8° 13′ 36″ O).
Da dieser Punkt schwer zugänglich oberhalb der Felswand von Chli-Älggi liegt, wurde 500 m weiter südöstlich ein öffentlich zugänglicher Stein angebracht. Dieser symbolisiert den Mittelpunkt und hat die Koordinaten 660557 / 183337 (46° 47′ 54″ N, 8° 13′ 55″ O).
Von 2003 bis 2015 wurde an diesem Punkt alljährlich der Schweizer des Jahres geehrt und der Name auf der vorhandenen Tafel eingraviert.

## Grenzfernster Punkt
Im Silbermoos bei Uetendorf liegt der schweizerische Inkreismittelpunkt bzw. grenzfernster Punkt der Schweiz. Das ist der Punkt, an dem man am weitesten von irgendeiner Landesgrenze der Schweiz entfernt ist. Nach Berechnungen, die im Juni 2019 bei Swisstopo, dem Bundesamt der Landestopografie, ausgeführt wurden, liegt dieser Punkt in Schweizer Landeskoordinaten (LV03) bei den Koordinaten 610170 / 181300 (46° 46′ 58″ N, 7° 34′ 19″ O) und ist 68'880 Meter von der Grenze entfernt. Ältere Berechnungen des Punktes hatten die Koordinaten  609778 / 181368 ergeben.
Zur Berechnung gibt es verschiedene Methoden, welche vom GIS-System abgeleitet sind. Bei einer werden für den Abstand zur Landesgrenze sehr viele Punkte berechnet und das Gebiet geografisch eingegrenzt. Dieses Verfahren wird in dem neu berechnetem Bereich, mit sehr viel engeren Abständen mehrmals wiederholt und verfeinert und damit inkrementell der Mittelpunkt ermittelt wird. Bei einer anderen Methode geht man von der Landesgrenze aus und zeichnet Polygone mit immer grösser werdendem Abstand zu dieser. Dies wird so oft wiederholt, bis im letzten übriggebliebenen Gebiet der grenzfernste Punkt gefunden wird.

## Übersicht
| \| \| |
|       |

|  |

| \| \| |
|       |

|  |

| \| \| |
|       |

|  |

## Kantonsmittelpunkte
| Mittelpunkt von             | Gebiet                                      | Koordinaten                                       | Hinweise                                                                        |
| --------------------------- | ------------------------------------------- | ------------------------------------------------- | ------------------------------------------------------------------------------- |
| Aargau (AG)                 | Wildegg-Hardhof                             | 654210 / 251231 (47° 24′ 34,8″ N, 8° 9′ 24,8″ O)  |                                                                                 |
| Appenzell Ausserrhoden (AR) | Haslen (Appenzell Innerrhoden)              | 745718 / 247959 (47° 21′ 58,9″ N, 9° 22′ 4,5″ O)  | → Hauptartikel : Mittelpunkt des Kantons Appenzell Ausserrhoden [ Anmerkung 1 ] |
| Appenzell Innerrhoden (AI)  | Appenzell                                   | 749544 / 242595 (47° 19′ 2,2″ N, 9° 25′ 0,3″ O)   | [ Anmerkung 2 ]                                                                 |
| Basel-Landschaft (BL)       | Lupsingen, Rüti                             | 619894 / 255697 (47° 27′ 6,3″ N, 7° 42′ 8,7″ O)   | [ Anmerkung 3 ]                                                                 |
| Basel-Stadt (BS)            | Basel-Hirzbrunnen                           | 613294 / 268258 (47° 33′ 53,6″ N, 7° 36′ 55″ O)   | [ Anmerkung 4 ]                                                                 |
| Bern (BE)                   | Schwand bei Oberdiessbach                   | 615111 / 185848 (46° 49′ 25″ N, 7° 38′ 12″ O)     | [ Anmerkung 5 ]                                                                 |
| Freiburg (FR)               | Farvagny-le-Grand                           | 572122 / 174197 (46° 43′ 6,2″ N, 7° 4′ 26,4″ O)   | [ Anmerkung 6 ]                                                                 |
| Genf (GE)                   | Moillebeau, Petit-Saconnex et Servette      | 499254 / 119627 (46° 13′ 13,9″ N, 6° 7′ 58,6″ O)  | [ Anmerkung 7 ]                                                                 |
| Glarus (GL)                 | Tütenwald, Tannenberg                       | 723788 / 204613 (46° 58′ 51,8″ N, 9° 3′ 56,7″ O)  | [ Anmerkung 8 ]                                                                 |
| Graubünden (GR)             | Crap Furo, Surava                           | 767576 / 169562 (46° 39′ 22,5″ N, 9° 37′ 41,5″ O) | → Hauptartikel : Crap Furo [ Anmerkung 9 ] [ Anmerkung 10 ]                     |
| Jura (JU)                   | Les Planches-en-Montagne, Bezirk Pruntrut   | 578653 / 244471 (47° 21′ 2,7″ N, 7° 9′ 22″ O)     | [ Anmerkung 11 ]                                                                |
| Luzern (LU)                 | Althus, Ruswil                              | 651012 / 213189 (47° 4′ 3,9″ N, 8° 6′ 36,7″ O)    | [ Anmerkung 12 ]                                                                |
| Neuenburg (NE)              | Le Plandrion, Rochefort, District de Boudry | 549913 / 205153 (46° 59′ 43,9″ N, 6° 46′ 48,5″ O) | [ Anmerkung 13 ]                                                                |
| Nidwalden (NW)              | Niederrickenbach, Wolfenschiessen           | 673620 / 197748 (46° 55′ 36,3″ N, 8° 24′ 19,1″ O) | [ Anmerkung 14 ]                                                                |
| Obwalden (OW)               | Glotersegg, Sachseln                        | 661443 / 189581 (46° 51′ 16,3″ N, 8° 14′ 39,5″ O) | [ Anmerkung 15 ]                                                                |
| Schaffhausen (SH)           | Beringen                                    | 686528 / 285410 (47° 42′ 48,9″ N, 8° 35′ 30″ O)   | → Hauptartikel : Mittelpunkt des Kantons Schaffhausen [ Anmerkung 10 ]          |
| Schwyz (SZ)                 | Gschwändwald, Gemeinde Oberiberg            | 700119 / 213147 (47° 3′ 42,4″ N, 8° 45′ 23,7″ O)  |                                                                                 |
| Solothurn (SO)              | Wilkmatt, Matzendorf                        | 615183 / 239270 (47° 18′ 14,9″ N, 7° 38′ 21,8″ O) |                                                                                 |
| St. Gallen (SG)             | Krummenau, Nesslau                          | 739029 / 232990 (47° 13′ 59,5″ N, 9° 16′ 29,1″ O) | [ Anmerkung 16 ]                                                                |
| Tessin (TI)                 | Cima alla Piode ob Brione, Verzasca         | 705582 / 128055 (46° 17′ 44,2″ N, 8° 48′ 32,1″ O) | [ Anmerkung 17 ]                                                                |
| Thurgau (TG)                | Weinfelden                                  | 724405 / 269978 (47° 34′ 7,4″ N, 9° 5′ 31″ O)     | [ Anmerkung 18 ]                                                                |
| Uri (UR)                    | Am Leutschachbach, Intschi, Gurtnellen      | 690885 / 180763 (46° 46′ 18,7″ N, 8° 37′ 42,9″ O) | [ Anmerkung 19 ]                                                                |
| Waadt (VD)                  | Les Planches, District de Lausanne          | 540138 / 157945 (46° 34′ 12,3″ N, 6° 39′ 28,1″ O) | [ Anmerkung 20 ]                                                                |
| Wallis (VS)                 | Gillou, Anniviers, Siders                   | 612812 / 117582 (46° 12′ 34,4″ N, 7° 36′ 16,8″ O) | [ Anmerkung 21 ]                                                                |
| Zug (ZG)                    | Berghof, Zug                                | 683313 / 223508 (47° 9′ 26,3″ N, 8° 32′ 14,3″ O)  | [ Anmerkung 22 ]                                                                |
| Zürich (ZH)                 | Brütten                                     | 691804 / 252038 (47° 24′ 45,9″ N, 8° 39′ 18,3″ O) | → Hauptartikel : Mittelpunkt des Kantons Zürich [ Anmerkung 10 ]                |

| AI |

| BE |

| BL |

| BS |

| FR |

| GE |

| GL |

| GR |

| JU |

| LU |

| NE |

| NW |

| OW |

| SG |

| SH |

| SO |

| SZ |

| TG |

| TI |

| UR |

| VD |

| VS |

| AR |

| SG |

| SO |

| TG |

| VD |

| VS |

| ZG |

| ZH |

| Schweiz |

| Zentral- schweiz |

- Anmerkungen

1. ↑  Der Mittelpunkt (Schwerpunkt) von Appenzell Ausserrhoden ist nicht markiert worden, da er sich im Kanton Appenzell Innerrhoden befindet. In der Wiese oberhalb der Fahrstrasse und Mauer zwischen Haslen und Vordergass (gegenüber dem gelben Haus) befindet sich der geographische Mittelpunkt des Kantons Appenzell Ausserrhoden.
2. ↑  Ahornbaum beim Schlössli Unterrain, südlich vom Ort Appenzell, 870 m. ü. M. (Foto auf wandersite.ch)
3. ↑  Bei Remischberg, nordöstlich von Lupsingen; Infotafel in der Lichtung
4. ↑  Nebenstrasse beim St.-Claraspital unweit Basel Badischer Bahnhof, siehe Mittelpunkt Basel-Stadt auf der Website des Grundbuch- und Vermessungsamts des Kantons Basel-Stadt, abgerufen am 13. Mai 2021
5. ↑  Beim Denkmal Falkenfluh, Nähe Abflugrampe der Gleitsegler, Foto
6. ↑  Bank mit Aussicht auf den Mittelpunkt in der Wiese (unmarkiert)
7. ↑  Chemin des Genêts, Nähe UNO, westlich vom Hauptbahnhof Genève Cornavin
8. ↑  Zwischen Schlattberg und Tannenberg, östlich von Haslen
9. ↑  213 m ostsüdöstlich vom Crap Furo befindet sich der geometrische Mittelpunkt des Kantons Graubünden (767576 / 169562)[2]. Spiesst man den Kanton so auf einer Nadel auf, dass er genau in der Schwebe bleibt, ragt die Nadelspitze beim Crap Furo aus der Erde
10. 1 2 3  Schwerpunkt
11. ↑  Bei Ravines, südlich von St-Ursanne
12. ↑  Östlich von Althus, am Westrand des Schächbüelwalds, Gemeinde Ruswil, Foto
13. ↑  Nördlich vom Col de la Tourne
14. ↑  Zwischen Niederrickenbach Station und Niederrickenbach Dorf, Foto Triangulationspunkt Nidwalden
15. ↑  Schwerpunkt, seit dem 16. Oktober 2009 mit Infotafel
Obwalden präsentiert sich jetzt digital. In: Neue Obwaldner Zeitung, 22. Oktober 2009, S. 21.
16. ↑  Lütisalp zwischen Stockberg und Säntis, im östlichsten Teil der Gemeinde Krummenau
17. ↑  Gedenktafel: 10 km südlich an der Kirche von Mergoscia, Foto
18. ↑  Beim "Waldschulzimmer" im Wäldchen Underau bei Weinfelden
19. ↑  Gedenkstein 110 m nordwestlich auf der Alp Chäserli im Leutschachtal Foto des Gedenksteins
20. ↑  Chalet des Enfants und Chalets aux Boeufs, südöstlich von Cugy, Foto
21. ↑  Mayens de Gillou unterhalb Hotel Weisshorn, Saint-Luc, Foto: Zentrum Wallis
22. ↑  Sennhütte ob Blasenberg am Zugerberg

## Mittelpunkte von Grossregionen
Für die Grossregion Zentralschweiz wurde im Jahr 2006 der geografische Mittelpunkt berechnet.